# Booby Island (Queensland)
Booby Island ist eine kleine Insel in der Torres-Straße und gehört administrativ zu Queensland, Australien. Die Insel befindet sich 23 Kilometer westlich der Prince-of-Wales-Insel sowie 45 Kilometer nordwestlich der Kap-York-Halbinsel am westlichen Eingang der Torresstraße. Da die Passage dieses Gewässers äußerst schwierig ist, sanken hier im 19. Jahrhundert zahlreiche Schiffe. 1896 wurde schließlich ein 18 Meter hoher Leuchtturm errichtet.
Den Namen hat Booby Island von den Tölpelvögeln (englisch Booby).

## Historische Ansicht

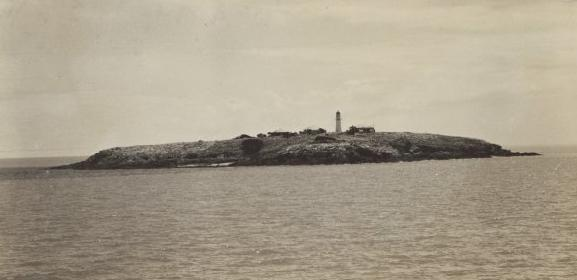
Booby Island im Mai 1912